# Meall Glas
Der Meall Glas ist ein 959 Meter hoher Berg in Schottland. Sein gälischer Name bedeutet Grün-grauer Hügel. Der Berg ist als Munro eingestuft und liegt in der Council Area Stirling, etwa zehn Kilometer nordöstlich von Crianlarich zwischen den Tälern Glen Lochay und Glen Dochart an der Nordgrenze des Loch Lomond and the Trossachs National Park.

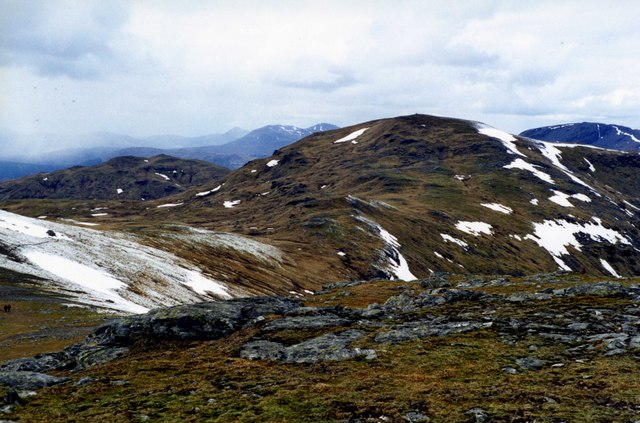
Der Meall Glas vom östlichen Vorgipfel Beinn Cheathaich aus gesehen

In dem in Ost-West-Richtung liegenden Bergrücken zwischen den beiden Tälern stellt der Meall Glas die höchste Erhebung dar. Zusammen mit seinem lediglich 22 Meter niedrigeren Vorgipfel Beinn Cheathaich bildet der Meall Glas ein nach Süden ins Glen Dochart mit breiten grasigen Hängen flach abfallendes breites Massiv. Aufgrund der mit anderen Bergen der Umgebung verglichen geringeren Höhe und der breiten Hänge heben sich die beiden Gipfel des Meall Glas und des Beinn Cheathaich vom Glen Dochart aus gesehen nur wenig prägnant von der umliegenden Bergwelt ab und sind lediglich als die beiden höchsten Punkt des breiten Bergrückens erkennbar. Der Beinn Cheathaich wurde daher zunächst von Sir Hugh Munro fälschlich als höchster Punkt und damit als Munro eingetragen. 1921 wurde der Fehler korrigiert. Nach Norden in das Glen Lochay bildet das Massiv des Meall Glas ein großes hufeisenförmiges Kar, das in einem U-förmigen Berggrat endet. Der Hauptgipfel stellt den höchsten Punkt des westlichen Teils dar, der Beinn Cheathaich im östlichen Teil des Grats. Nach Norden hin weist der Berg auch steilere felsige Partien auf. Südwestlich vorgelagert liegt mit dem 849 Meter hohen Beinn nan Imirean ein weiterer, etwas niedrigerer Vorgipfel in Form eines breiten grasigen Buckels, der allerdings als eigenständiger Corbett geführt wird. Vom östlichen Nachbarn Sgiath Chùil ist das Massiv durch einen etwa 600 Meter hohen Sattel getrennt. Nach Westen wird der Meall Glas wie die gesamte Bergkette südlich des Glen Lochay durch die etwa 400 Meter hoch liegende Wasserscheide zwischen dem Glen Lochay und dem Strath Fillan vom nordwestlich benachbarten Ben Challum getrennt. 
Bestiegen werden kann der Meall Glas sowohl von Süden wie von Norden. Beliebter ist der Anstieg von Süden aus dem Glen Dochart, der zwar etwas feuchtere Abschnitte aufweist, aber über Crianlarich und die dort von der A82 abzweigende A85 leicht erreicht werden kann. Ausgangspunkt ist der an der A85 gelegene Weiler Auchessan. Im nördlich liegenden Glen Lochay ist der Weiler Kenknock am Ende der dortigen Fahrstraße der Ausgangspunkt. Beide Anstiege weisen keine besonderen Schwierigkeiten auf.